# Seznam měst v Uruguayi
Toto je seznam měst v Uruguayi.
Zdaleka největší aglomerací v Uruguayi je Montevideo, kde 1. ledna 2005 žilo 1 740 302 obyvatel, což představuje asi polovinu obyvatelstva celé země.
V následující tabulce jsou uvedena města nad 10 000 obyvatel, výsledky sčítání obyvatelstva z 21. května 1975, 23. října 1985, 2. května 1996 a 1. ledna 2004 a departementy, do nichž města náleží. Počet obyvatel se vztahuje na vlastní město bez předměstí. Města jsou seřazena podle velikosti.
| Města v Uruguayi | Města v Uruguayi       | Města v Uruguayi    | Města v Uruguayi    | Města v Uruguayi    | Města v Uruguayi    | Města v Uruguayi |
| Pořadí           | Město                  | sčítání v roce 1975 | sčítání v roce 1985 | sčítání v roce 1996 | sčítání v roce 2004 | Departement      |
| ---------------- | ---------------------- | ------------------- | ------------------- | ------------------- | ------------------- | ---------------- |
| 1.               | Montevideo             | 1 173 254           | 1 251 647           | 1 303 182           | 1 269 648           | Montevideo       |
| 2.               | Salto                  | 71 881              | 80 823              | 93 117              | 99 072              | Salto            |
| 3.               | Ciudad de la Costa     | 19 578              | 34 483              | 66 596              | 83 399              | Canelones        |
| 4.               | Paysandú               | 62 412              | 76 191              | 74 568              | 73 272              | Paysandú         |
| 5.               | Las Piedras            | 53 983              | 58 288              | 66 584              | 69 222              | Canelones        |
| 6.               | Rivera                 | 49 013              | 57 316              | 62 859              | 64 426              | Rivera           |
| 7.               | Maldonado              | 22 159              | 33 536              | 48 936              | 54 603              | Maldonado        |
| 8.               | Tacuarembó             | 34 152              | 40 413              | 45 891              | 51 224              | Tacuarembó       |
| 9.               | Melo                   | 38 260              | 42 615              | 46 883              | 50 578              | Cerro Largo      |
| 10.              | Mercedes               | 34 667              | 36.702              | 39 320              | 42 032              | Soriano          |
| 11.              | Artigas                | 29 256              | 35 119              | 40 244              | 41 687              | Artigas          |
| 12.              | Minas                  | 35 433              | 34 661              | 37 146              | 37 925              | Lavalleja        |
| 13.              | San José de Mayo       | 28 427              | 31 827              | 34 552              | 36 339              | San José         |
| 14.              | Durazno                | 25 811              | 27 835              | 30 607              | 33 576              | Durazno          |
| 15.              | Florida                | 25 030              | 28 445              | 31 594              | 32 128              | Florida          |
| 16.              | Treinta y Tres         | 25 757              | 28 117              | 26 390              | 25 711              | Treinta y tres   |
| 17.              | Rocha                  | 21 672              | 24 015              | 26 017              | 25 538              | Rocha            |
| 18.              | San Carlos             | 16 883              | 19 878              | 24 030              | 24 771              | Maldonado        |
| 19.              | Pando                  | 16 184              | 19 797              | 23 384              | 24 004              | Canelones        |
| 20.              | Fray Bentos            | 19 569              | 20 135              | 21 959              | 23 122              | Río Negro        |
| 21.              | Colonia del Sacramento | 16 895              | 19 101              | 22 200              | 21 714              | Colonia          |
| 22.              | Trinidad               | 17 598              | 18 372              | 20 031              | 20 982              | Flores           |
| 23.              | La Paz                 | 14 654              | 16 209              | 19 547              | 19 832              | Canelones        |
| 24.              | Canelones              | 15 938              | 17 325              | 19 388              | 19 631              | Canelones        |
| 25.              | Delta del Tigre        | 8 831               | 9 618               | 14 120              | 17 457              | San José         |
| 26.              | El Pinar               | 1 874               | 3 479               | 10 383              | 17 221              | Canelones        |
| 27.              | Carmelo                | 13 631              | 14 127              | 16 658              | 16 866              | Colonia          |
| 28.              | Santa Lucia            | 14 101              | 14 951              | 16 764              | 16 425              | Canelones        |
| 29.              | Lomas de Solymar       | 1 266               | 3 974               | 10 843              | 16 018              | Canelones        |
| 30.              | Solymar                | 3 527               | 6 607               | 13 942              | 15 908              | Canelones        |
| 31.              | Progreso               | 8 257               | 11 244              | 14 471              | 15 775              | Canelones        |
| 32.              | Young                  | 11 080              | 12 249              | 14 567              | 15 759              | Río Negro        |
| 33.              | Dolores                | 12 771              | 12 914              | 14 784              | 15 753              | Soriano          |
| 34.              | Camino Maldonado       | 8 346               | 10 082              | 13 349              | 15 057              | Canelones        |
| 35.              | Paso Carrasco          | 8 592               | 10 278              | 12 174              | 15 028              | Canelones        |
| 36.              | Juan Antonio Artigas   | 8 311               | 10 585              | 13 464              | 13 553              | Canelones        |
| 37.              | Río Branco             | 5 697               | 9 035               | 12 215              | 13 456              | Cerro Largo      |
| 38.              | Paso de los Toros      | 13 178              | 12 826              | 13 315              | 13 231              | Tacuarembó       |
| 39.              | Juan Lacaze            | 11 133              | 12 574              | 12 988              | 13 196              | Colonia          |
| 40.              | Bella Unión            | 7 778               | 12 238              | 13 537              | 13 187              | Artigas          |
| 41.              | Chuy                   | 4 472               | 8 257               | 9 804               | 10 401              | Rocha            |
| 42.              | Nueva Helvecia         | 8 598               | 8 768               | 9 650               | 10 002              | Colonia          |